# 針持站
針持站（日语：／ Harimochi eki */?）是位於鹿兒島縣大口市針持（現時：伊佐市大口針持），日本國有鐵道（國鐵）宮之城線的鐵路車站（廢站）。

## 歷史
- 1937年（昭和12年）12月12日：薩摩永野站至薩摩大口站之間開通，此一般車站啟用[1]。
- 1961年（昭和36年）10月23日：結束貨運業務[1]。
- 1964年（昭和39年）2月15日：結束行李起卸業務[1][2]。同時成為無人車站[3]。
- 1987年（昭和62年）1月10日：隨著宮之城線全線廢除，此站也被廢除[1]。

## 車站構造
此站為無人車站，設有1面2線的島式月台（在廢站前只使用單邊月台）。曾經此站設有列車交會設備，因此曾經有職員在此站常駐。在停止使用列車交會設備後，靠近站舍的部分路軌不再使用，部分路軌更被撤去。

## 現狀
與西太良站和羽月站同樣，車站遺址變為公園。公園內設置了紀念碑和警報機。公園鄰接一間駐在所。

## 相鄰車站
日本國有鐵道（國鐵）
宮之城線
薩摩永野－針持－西太良

## 注腳
1. 1 2 3 4 5 6  石野哲（編）. . JTB. 1998: 708. ISBN 978-4-533-02980-6 （日语）.
2. ↑  . 官報. 1964-02-14 （日语）.
3. ↑  . 鐵道公報（日语：鉄道公報） (日本國有鐵道總裁室文書課). 1964-02-14: 4 （日语）.

## 相關項目
- 日本鐵路車站列表 Hi